# Elecciones parlamentarias de Ucrania de 2007
Las elecciones en el año 2007 para el parlamento ucraniano, tuvieron lugar el domingo 30 de septiembre. La fecha de las elecciones fue decidida mediante acuerdo entre el Presidente Víktor Yúshchenko, el primer ministro Viktor Yanukovych y el presidente de la Verkhovnaya Rada (Parlamento ucraniano) Oleksandr Moroz el 27 de mayo de 2007, en un intento de resolver la crisis política ucraniana iniciada el 2 de abril de 2007 con el decreto presidencial de disolución del parlamento ucraniano.
De acuerdo con el sistema electoral vigente en Ucrania, los 450 escaños estarán repartidos entre todos los partidos que a nivel nacional superen el 3% de los sufragios. El número de escaños se asignarán a cada partido que superen el umbral del 3% se calculará con el Método del resto mayor.
Una alianza entre dos bloques electorales asociados a la Revolución Naranja han conseguido una apretada victoria.

## Crisis Política
Artículo Principal: Crisis política ucraniana del 2007

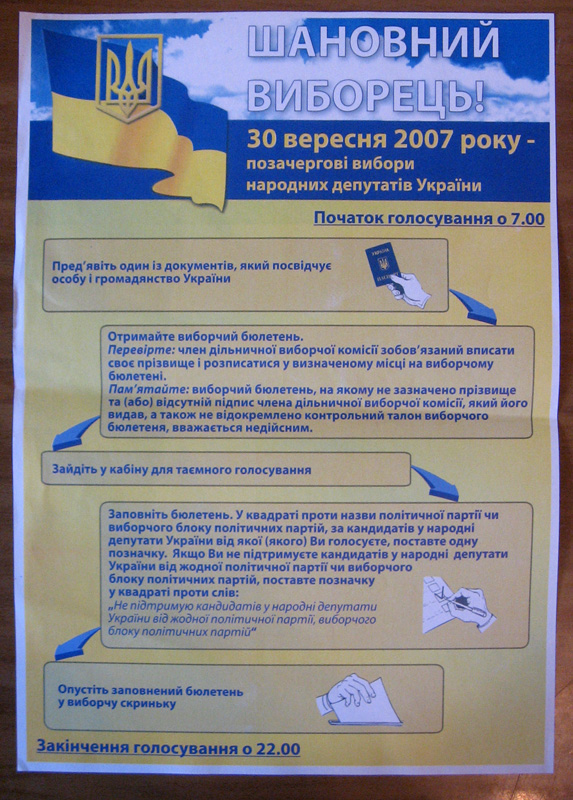
Resumen del proceso de votaciones.

El origen de la disolución del parlamento está en las continuas fricciones y enfrentamientos entre el presidente y el parlamento. En el curso del conflicto entre poderes gobernantes, la Alianza de Unidad Nacional y la oposición apoyada por el presidente Víktor Yúshchenko, tenía como resultado que frecuentemente la oposición boicoteaba las sesiones plenarias. La lucha por el poder tuvo su clímax cuando el partido de la oposición, el Bloque Yulia Yumoshenko apoyó al gobierno en la aprobación de la legislación relativa a permitir al Consejo de Ministros anular el poder presidencial de veto.
Antes del decreto presidencial del 2 de abril, en el que disuelve el parlamento de Ucrania, once miembros de la oposición apoyaron al gobierno de Coalición de Unidad Nacional (anteriormente llamada “Coalición Anti-Crisis”). El presidente de Ucrania, Viktor Yushchenko, se da cuenta de que la coalición gobernante podría conseguir la mayoría necesaria de los dos tercios de los escaños que capacitaría al parlamento para eliminar su poder de veto, con el apoyo de la oposición, pero que el derecho individual de los miembros de una facción parlamentaria de apoyar a la coalición gobernante era contraria a lo dispuesto en la Constitución en el artículo 83, cláusula 6, a la que se refiere comúnmente como el mandato imperativo de provisión de estado:  "De acuerdo con los resultados electorales, y sobre la base de un acuerdo común entre varias posiciones políticas, una coalición de facciones parlamentarias será formada en la Verjovna Rada de Ucrania que incluya a la mayoría de los diputados de Ucrania dentro de la composición constitucional de la Verkhovna Rada de Ucrania".
El mandato imperativo dispuesto en la Constitución Ucraniana, es puesto en tela de juicio por la Asamblea de Parlamentarios del Consejo de Europa como antidemocrático. La Asamblea de Parlamentarios en su memorándum explicativo enfatiza que a pesar de que:
entiende que Ucrania, debido a sus razones históricas, evita la acumulación del poder dentro de las manos de una fuerza política, sin embargo, debe considerarse en el curso de las futuras enmiendas constitucionales si no sería mejor para el país el cambiar a un sistema parlamentario pleno, con los adecuados controles y balances y garantías parlamentarias de oposición y competición.
En un tema independiente, algunos políticos expresaron su preocupación sobre qu la tarjetas identificativas de votación cambian de manos, así que muchos parlamentarios no asisten, en violación del artículo 84 de la Constitución.

## Calendario
- 2 de agosto - Inicio de Campaña Oficial
- 3 de agosto: la Comisión Electoral Central de Ucrania (CVK) decidirá conceder tiempo de emisión a los bloques y partidos a expensas del presupuesto.
- 4 de agosto - La CVK debe realizar un sorteo para establecer las prioridades de transmisión; Plazo para fijar la forma y el texto de la papeleta
- 14 de agosto: La CVK debe preparar carteles informativos sobre los participantes en las elecciones y enviarlos a las comisiones electorales de distrito.
- 22 de agosto: Las cédulas de votación se enviarán para su impresión.
- 24 de agosto - Cierre de inscripción de observadores extranjeros
- 25 de agosto: cierre de nominaciones a la lista de partidos; Radiodifusoras y televisiones estatales deberán presentar cronograma de partidos y comerciales del bloque
- 28 de agosto: finaliza la verificación de nominaciones de CVK
- 30 de agosto - Fecha límite para la documentación de inscripción de Partidos y Bloques; Cierre de inscripciones para que organizaciones civiles soliciten la participación de observadores oficiales
- 2 de septiembre - Publicación oficial de la Lista Electoral
- 26 de septiembre: los servicios fronterizos presentarán una lista de ciudadanos ucranianos que abandonaron el país y no regresaron.
- 30 de septiembre - Elecciones parlamentarias
- 15 de octubre: anuncio preliminar de los resultados electorales.
- 20 de octubre: Anuncio final oficial de los resultados electorales.

## Partidos y bloque registrados
El número entre paréntesis es el número de candidatos que presenta el partido al parlamento. Los partidos o bloques que han obtenido más del 3% de los votos, se indican en negrita.
| - Partido Comunista de Ucrania (444) - Partido de las Regiones (450) - Partido Progresivo Socialista de Ucrania (403) - Nuestra Ucrania-Bloque de Autodefensa Popular (401) - Unión de Todos los Ucranianos "Libertad" (351) - Bloque Lytvyn (260) - Bloque Yulia Tymoshenko (447) - Partido Socialista de Ucrania (282) - Partido de la Confianza Popular de Todos los Ucranianos (86) - Partido del Desarrollo Económico Nacional de Ucrania (136) | - Bloque "Comunidad de Todos los Ucranianos" (103) - Bloque Electoral de Liudmyla Suprun – Activo Regional Ucraniano (387) - Partido de los Demócratas Libres (85) - Partido Comunista de Ucrania (renovado) (41) - Bloque Campesino “Ucrania Agrícola" (136) - Partido de los Verdes de Ucrania (147) - Bloque Popular Ucraniano (213) - Bloque Electoral de Partidos Poĺiticos "KUCHMA" (168) - Bloque de Partidos de los Pensionistas de Ucrania (92) - Bloque Cristiano (225) |

## Encuestas a pie de urna

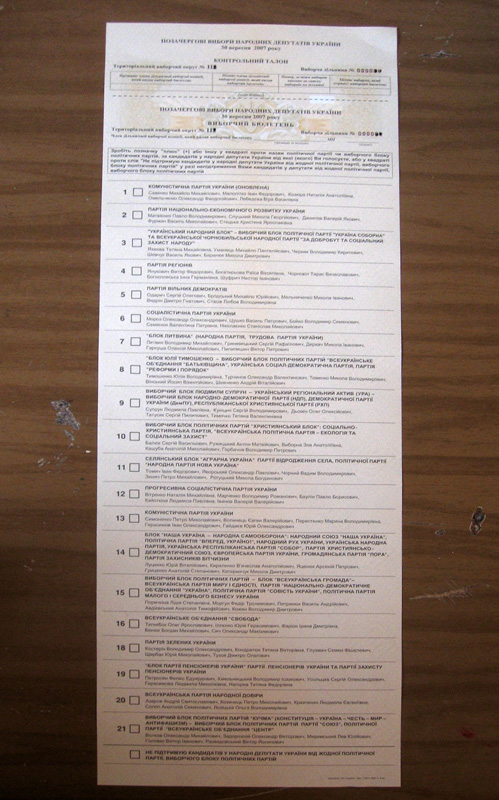
Papeleta de voto.

| Partido                                         | National Exit Poll | Sotsiovymir | Ukrainian Exit Poll | Public Strategies |
| ----------------------------------------------- | ------------------ | ----------- | ------------------- | ----------------- |
| Partido de las Regiones                         | 35.3               | 33.9        | 34.9                | 34.5              |
| Bloque Electoral Yulia Tymoshenko               | 31.5               | 32.5        | 32.4                | 30.4              |
| Nuestra Ucrania - Bloque de Autodefensa Popular | 13.5               | 14.7        | 14.1                | 14.4              |
| Partido Comunista de Ucrania                    | 5.1                | 4.4         | 4.5                 | 5.2               |
| Bloque Lytvyn                                   | 3.8                | 4.0         | 3.8                 | 4.0               |
| Partido Socialista de Ucrania                   | 2.5                | 2.4         | 2.1                 | -                 |
| Partido Progresivo Socialista de Ucrania        | 1.5                | -           | -                   | -                 |
| Otros partidos y bloques                        | 3.9                | -           | -                   | -                 |
| Contra todos                                    | 2.9                | 2.8         | 3.0                 | -                 |

## Resultados
El primer distrito electoral abrió sus puestas en las embajadas de Ucrania en Australia y Japón. Los distritos electorales se abrieron desde las 7 de la mañana hasta las 10 de la noche, hora local. De acuerdo con las informaciones preliminares emitidas por la Comisión Central Electoral de Ucrania, el 63.22% de los votantes registrados participaron en la elección. De acuerdo con la ley electoral ucraniana, para una elección ser válida deberá de contar con al menos la participación del 50% del censo electoral. 
Hubo retrasos en el resultado de recuento de votos en las regiones que tradicionalmente apoyan al Partido de las Regiones. El Presidente Víktor Yúshchenko ordenó una inmediata investigación de esos retrasos.
Cinco partidos recibieron el 3% mínimo necesario del total de votos para entrar en la Rada Suprema.
| Aliniamiento político 2007 | Porcentaje de votos del 2006 al 2007 (Los seis mayores partidos) | Oscilación entre 2006 y 2007 (Los seis mayores partidos) |

| Partidos y bloques | Votos      | %     | Escaños | +/– |
| Partido de las Regiones (Партія регіонів) | 8,013,895  | 34.37 | 175     | –11 |
| Bloque Yulia Tymoshenko (Блок Юлії Тимошенко) - Unión de Todos los Ucranianos "Madre Patria" - Partido Social Democrático Ucraniano - Partido Reforma y Orden | 7,162,193  | 30.71 | 156     | +27 |
| Nuestra Ucrania - Bloque de Autodefensa Popular (Блок Наша Україна–Народна Самооборона) - Unión Popular "Nuestra Ucrania" - Adelante, Ucrania! - Movimiento Popular de Ucrania - Partido Popular Ucraniano - Partido Asamblea Republicana Ucraniana - Unión Cristiano Demócrata - Partido Europeo de Ucrania - Pârtido de los Ciudadanos "PORA" - Congreso de Nacionalistas Ucranianos - Partido de los Defensores de la Madre Patria | 3,301,282  | 14.15 | 72      | –9  |
| Partido Comunista de Ucrania (Комуністична партія України) | 1,257,291  | 5.39  | 27      | +6  |
| Bloque Lytvyn (Блок Литвина) - Partido Popular - Partido Laborista de Ucrania | 924,538    | 3.96  | 20      | +20 |
| Partido Socialista de Ucrania (Соціалістична партія України) | 668,234    | 2.86  | 0       | –33 |
| Partido Progresivo Socialista de Ucrania (Прогресивна соціалістична партія України) | 309,008    | 1.32  | —       | —   |
| Unión de Todos los Ucranianos "Libertad" (Всеукраїнське об'єднання "Свобода") | 178,660    | 0.76  | —       | —   |
| Partido de los Verdes de Ucrania (Партія Зелених України) | 94,505     | 0.40  | —       | —   |
| Bloque Electoral de Liudmyla Suprun – Activo Regional Ucraniano (Виборчий блок Людмили Супрун — Український регіональний актив) - Partido Popular Democrático - Partido Democrático de Ucrania - Partido Republicano Cristiano | 80,944     | 0.34  | —       | —   |
| Partido Comunista de Ucrania (renovado) (Комуністична партія України (оновлена)) | 68,602     | 0.29  | —       | —   |
| Partido de los Demócratas Libres (Партія Вільних Демократів) | 50,852     | 0.21  | —       | —   |
| Bloque del Partido de los Pensionisats de Ucrania (Блок партії пенсіонерів України) - Partido de los Pensionistas de Ucrania - Partido de Protección de los Pensionistas de Ucrania | 34,845     | 0.14  | —       | —   |
| Partido del Desarrollo Económico Nacional de Ucrania (Партія національно-економічного розвитку України) | 33,489     | 0.14  | —       | —   |
| Bloque Ucraniano Popular (Український Народний Блок) - Partido Político "Ucrania Catedral"" - Partido Popular de Todos los Ucranianos Chornobyl "Para el bienestar y protección de la gente" | 28,414     | 0.12  | —       | —   |
| Bloque Campesino "Ucrania Agraria" (Селянський Блок "Аграрна Україна") - Partido del renacimiento rural - Partido Popular Nueva Ucrania | 25,675     | 0.11  | —       | —   |
| Bloque Cristiano (Християнський блок) - Partido Social Cristiano - Partido Político de Todos los Ucranianos "Ecología y Protección Social" | 24,597     | 0.10  | —       | —   |
| Bloque Electoral de Partidos Políticos "KUCHMA" (Виборчий блок політичних партій «КУЧМА») - Partido "Unión" - Unión de Centro de Todos los Ucranianos | 23,676     | 0.10  | —       | —   |
| Bloque "Comunidad de Todos los Ucranianos" (Блок "Всеукраїнська громада") - Partido de Paz y Unidad de Todos los Ucranianos - Asociación Nacional-Democrática "Ucrania" - Consciencia de Ucrania - Partido Político de los pequeños y medianos empresarios de Ucrania | 12,327     | 0.05  | —       | —   |
| Partido de la Confianza Popular de Todos los Ucranianos (Всеукраїнська партія Народної Довіри) | 5,342      | 0.02  | —       | —   |
| Contra todos | 637,185    | 2.73  | —       | —   |
| Papeletas inválidas | 379,658    | 1.62  | —       | —   |
| Total (votantes 62.02%) | 23,315,257 | 100   | 450     | —   |
| Fuente: Comisión Electoral Central de Ucrania (en inglés) |            |       |         |     |

### Análisis regional de las elecciones parlamentarias

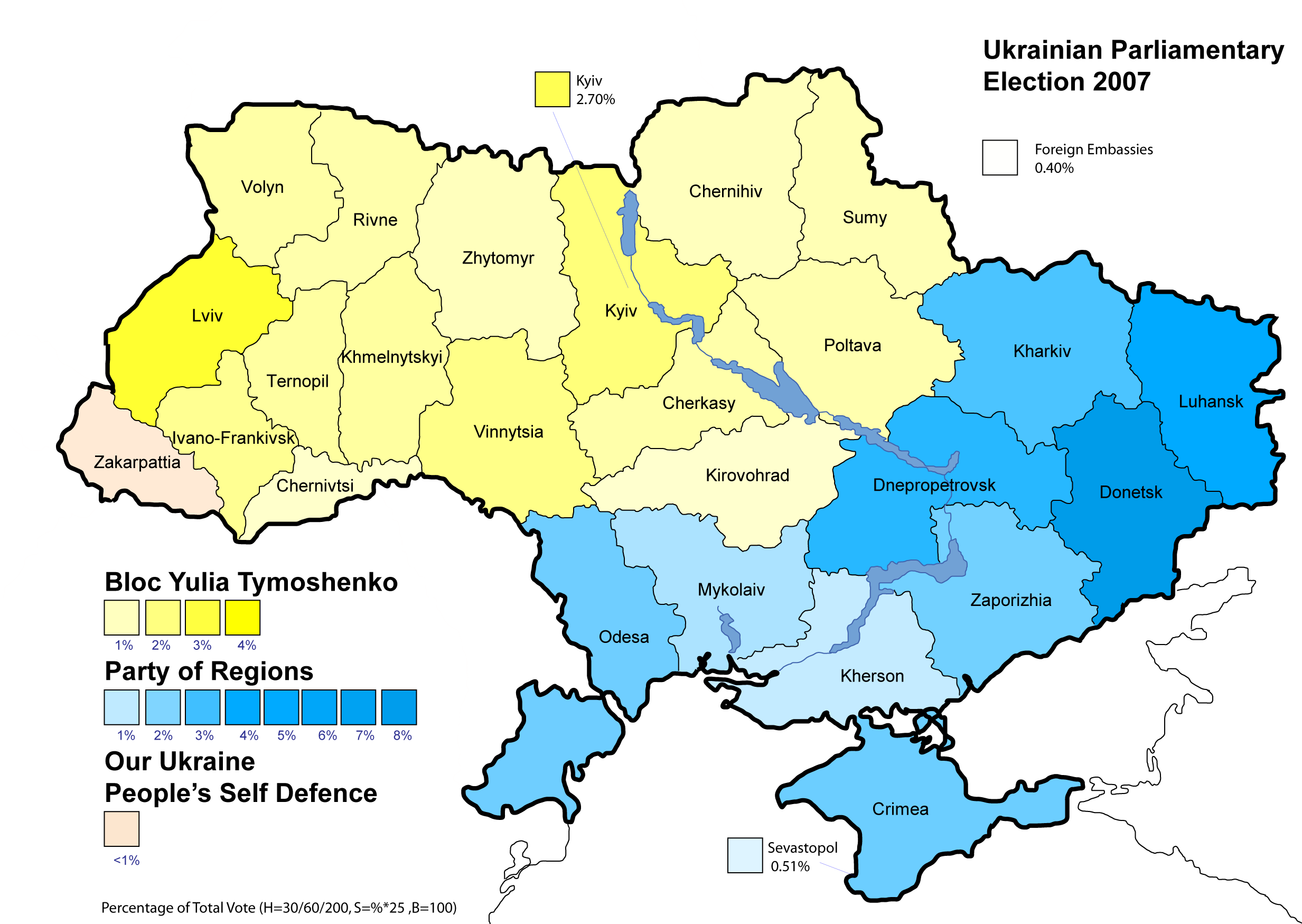
Mayor porcentaje por región (Porcentaje por voto nacional).

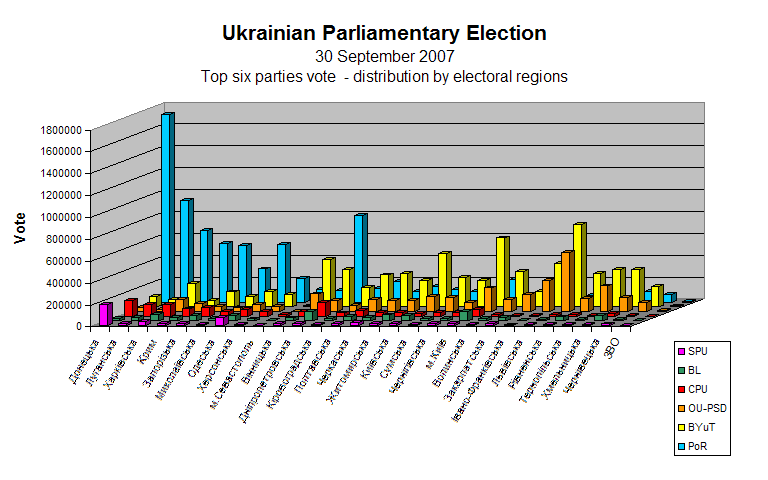
Resultados regionales (Porcentaje del total nacional).

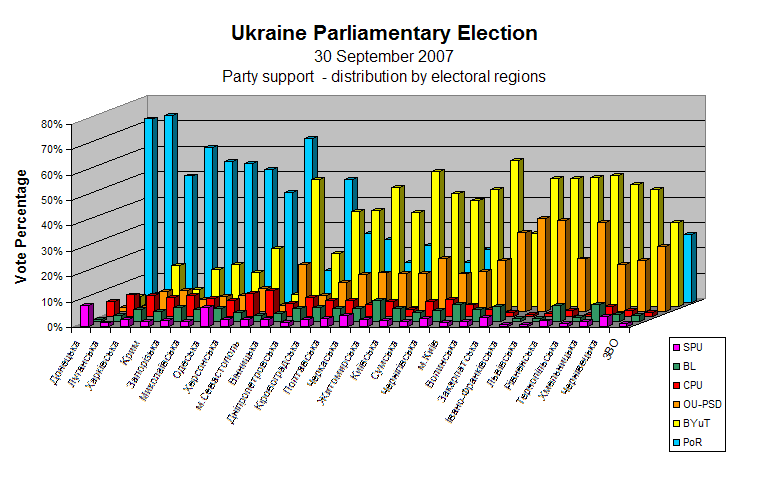
Vote (Porcentaje por región electoral).

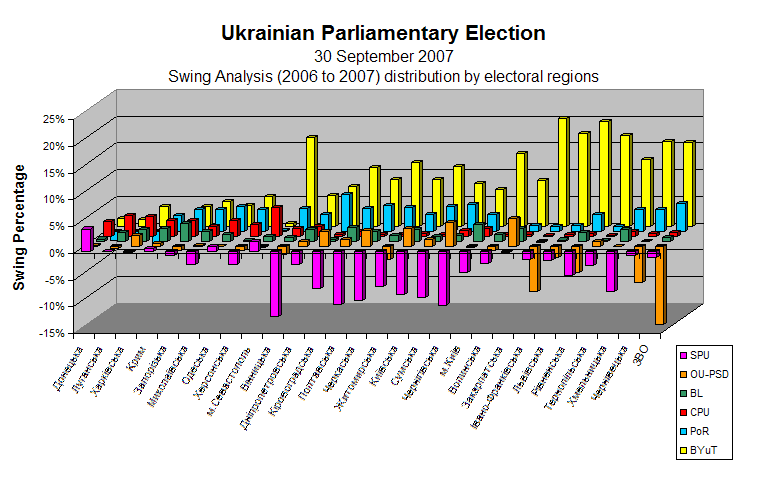
Swing 2006 to 2007 (Porcentaje por región electoral).

| Partido de las Regiones (34.37%)     | Bloque Yulia Tymoshenko (30.71% | Nuestra Ucrania, Autodefensa Popular (14.15%) |
| Partido Comunista de Ucrania (5.39%) | Partido bloque Lytvyn (3.96%)   | Partido Socialista de Ucrania (2.86%)         |

| Región                       | Participación | %     | PoR  | BYuT | BNU-NS | CPU  | BL  | SPU |
| ---------------------------- | ------------- | ----- | ---- | ---- | ------ | ---- | --- | --- |
| Ucrania                      | 37185882      | 62.02 | 34.4 | 30.7 | 14.2   | 5.4  | 4.0 | 2.9 |
| Este                         |               | 63.8  | 66.5 | 7.5  | 3.4    | 7.3  | 2.2 | 4.9 |
| Óblast de Donetsk            | 3620888       | 66.0  | 76.0 | 4.5  | 2.0    | 6.8  | 1.0 | 1.3 |
| Óblast de Lugansk            | 1898637       | 66.3  | 73.5 | 5.1  | 1.7    | 8.5  | 2.4 | 1.3 |
| Óblast de Járkov             | 2282993       | 58.3  | 49.6 | 16.4 | 8.1    | 8.3  | 4.6 | 2.6 |
| Sur                          |               | 57.0  | 54.6 | 13.6 | 6.5    | 7.7  | 4.6 | 3.4 |
| República Autónoma de Crimea | 1568070       | 55.8  | 61.0 | 6.9  | 8.2    | 7.6  | 3.9 | 1.9 |
| Óblast de Zaporizhia         | 1515832       | 61.4  | 55.5 | 14.7 | 4.7    | 8.3  | 5.5 | 2.3 |
| Óblast de Mykolaiv           | 971038        | 57.6  | 54.4 | 16.6 | 5.8    | 7.2  | 4.5 | 1.9 |
| Óblast de Odesa              | 1851868       | 54.5  | 52.2 | 13.7 | 6.5    | 6.2  | 5.1 | 7.2 |
| Óblast de Jersón             | 3442          | 55.5  | 43.2 | 23.1 | 9.1    | 9.1  | 3.7 | 2.5 |
| Ciudad de Sebastopol         | 308928        | 59.7  | 64.5 | 5.0  | 2.3    | 10.3 | 2.5 | 2.7 |
| Centro                       |               | 60.5  | 30.6 | 34.8 | 11.8   | 6.4  | 4.7 | 2.4 |
| Óblast de Vínnitsa           | 1342608       | 64.5  | 12.6 | 50.0 | 18.6   | 5.0  | 3.1 | 2.5 |
| Óblast de Dnipropetrovsk     | 2810168       | 58.9  | 48.7 | 20.8 | 6.2    | 7.6  | 5.0 | 1.3 |
| Óblast de Kirovohrad         | 614832        | 57.9  | 27.0 | 37.6 | 11.7   | 6.4  | 5.5 | 2.8 |
| Óblast de Poltava            | 1250952       | 61.9  | 24.8 | 37.9 | 14.5   | 6.5  | 4.9 | 3.0 |
| Óblast de Cherkasy           | 1095058       | 60.1  | 15.5 | 47.0 | 15.3   | 4.9  | 4.9 | 4.3 |
| Norten                       |               | 62.5  | 16.7 | 45.5 | 16.1   | 4.9  | 5.7 | 2.1 |
| Óblast de Zhytomyr           | 1044852       | 62.5  | 22.4 | 37.0 | 15.1   | 5.8  | 8.3 | 2.5 |
| Óblast de Kiev               | 1679197       | 61.9  | 13.0 | 53.4 | 15.1   | 3.0  | 5.1 | 2.2 |
| Óblast de Sumy               | 990575        | 62.0  | 15.7 | 44.5 | 20.8   | 5.8  | 3.3 | 2.0 |
| Óblast de Chernígov          | 939072        | 61.8  | 20.7 | 41.9 | 14.9   | 6.7  | 4.2 | 2.9 |
| Ciudad de Kiev               | 2151576       | 63.5  | 15.0 | 46.2 | 15.8   | 4.6  | 6.6 | 1.6 |
| Oeste                        |               | 68.4  | 8.3  | 48.9 | 29.1   | 1.8  | 3.2 | 1.6 |
| Óblast de Volinia            | 801557        | 71.0  | 6.7  | 57.6 | 20.0   | 2.7  | 4.6 | 1.9 |
| Óblast de Zakarpatia         | 946525        | 52.1  | 19.8 | 28.9 | 31.1   | 1.8  | 6.0 | 3.5 |
| Óblast de Ivano-Frankivsk    | 1080296       | 72.6  | 3.0  | 50.7 | 36.8   | 0.8  | 1.0 | 0.8 |
| Óblast de Lviv               | 2002372       | 73.9  | 4.2  | 50.4 | 36.0   | 1.0  | 1.1 | 0.6 |
| Óblast de Rivne              | 865092        | 68.7  | 10.4 | 51.0 | 20.8   | 2.4  | 6.1 | 2.1 |
| Óblast de Ternopil           | 870214        | 76.5  | 3.0  | 51.6 | 35.2   | 0.7  | 1.6 | 1.1 |
| Óblast de Jmelnytsky         | 1083968       | 66.3  | 14.1 | 48.2 | 18.4   | 4.0  | 6.6 | 1.7 |
| Óblast de Chernivtsi         | 705272        | 58.2  | 16.8 | 46.2 | 20.3   | 2.3  | 2.5 | 3.8 |
| Embajadas en el Extranjero   | 431142        | 6.0   | 26.5 | 33.1 | 25.5   | 1.6  | 2.3 | 1.2 |

### Formación de la Coalición Gobernante

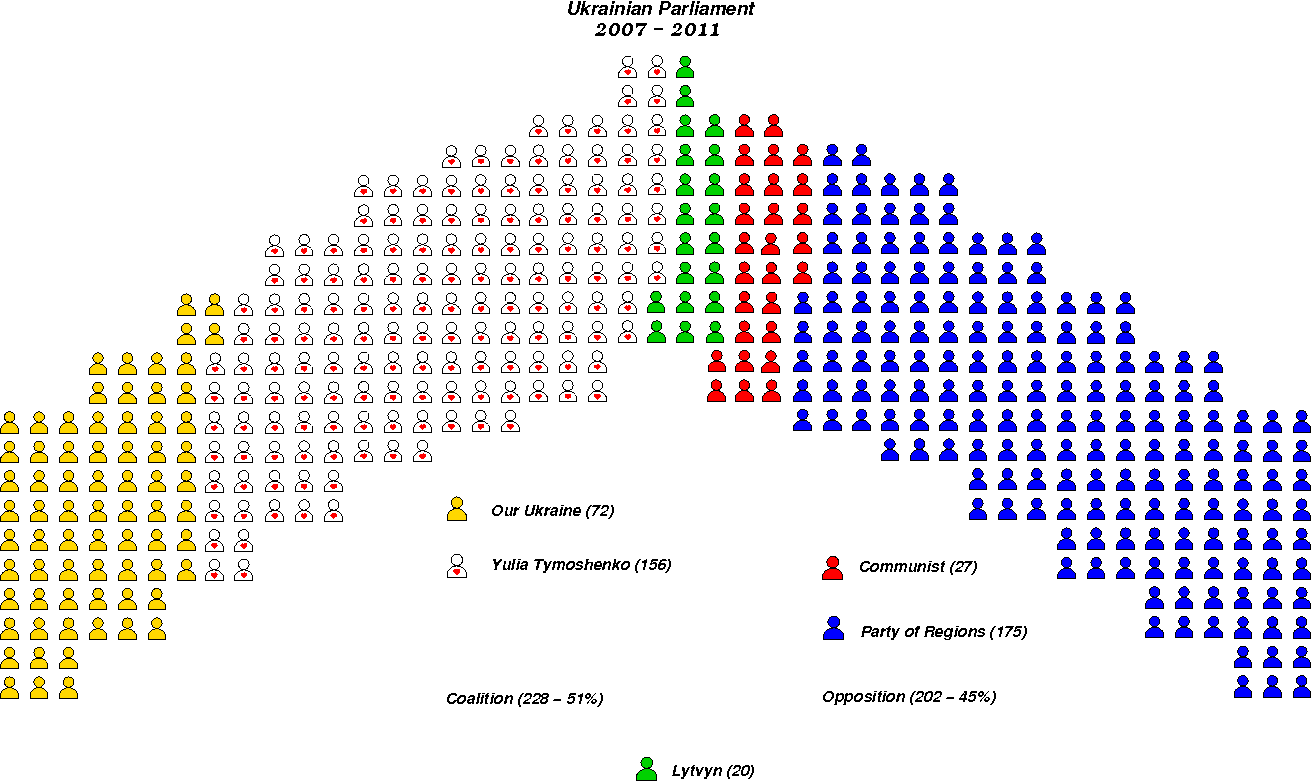
Parlamento 2007.

Después del anuncio de los resultados electorales preliminares, los partidos expresaron sus posiciones en cuanto a la formación de coaliciones. El Partido de las Regiones se auto proclama ganador de las elecciones, y afirma haber iniciado negociaciones para la formación de una coalición gobernante. El partido no expresa el deseo de estar en la oposición. El bloque de Tymoshenko se dirige a coaligarse con Nuestra Ucrania, y posiblemente con el Bloque Lytvyn. Yulia Tymoshenko se opone firmemente a cualquier coalición con el Partido de las Regiones o los Comunistas. Ella afirma que su partido estará en la oposición si esta coalición se formase. El Presidente Yushchenko expresó la necesidad de mejores relaciones entre la coalición y la oposición. Esto podría ser conseguido entre la oposición con representación en el parlamento y el gobierno. El Bloque Lytvyn recibió las proposiciones de todos los principales partidos para formar coalición. El dirigente del Bloque afirma que la decisión se tomará en la asamblea de su partido.
Se espera que el Bloque de Yulia Tymoshenko y Nuestra Ucrania - Bloque de Autodefensa Popular, que está asociada al presidente Viktor Yushchenko, formarán gobierno en coalición. Ambos partidos estuvieron aliados en la Revolución Naranja El 29 de noviembre de 2007 se establece una coalición entre el Bloque Yulia Tymoshenko y Nuestra Ucrania - Bloque de Autodefensa Popular, esta última del presidente Yushchenko. Por ley, el parlamento requiere dos tercios de los diputados para funcionar. Esto significa que si cualquiera de los dos principales partidos se marcha, el parlamento se convierte en ilegítimo e in funcional.
Oleksandr Moroz, el líder del Partido Socialista de Ucrania, reconoció su derrota el 4 de octubre de 2007 y dijo que apoyaría a Tymoshenko en su candidatura a primera ministra

## Sondeos, opiniones de las elecciones y análisis

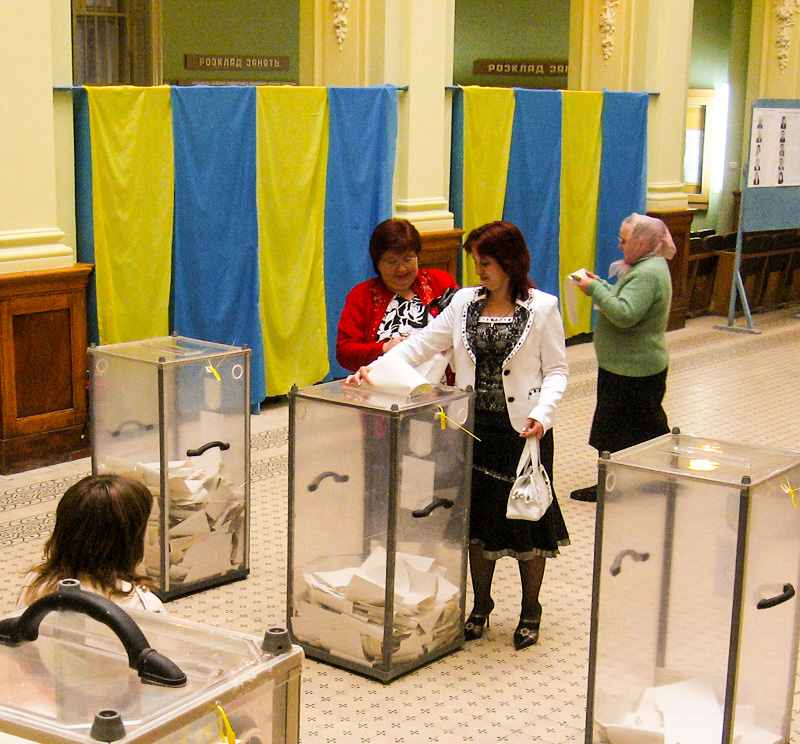
Proceso electoral.

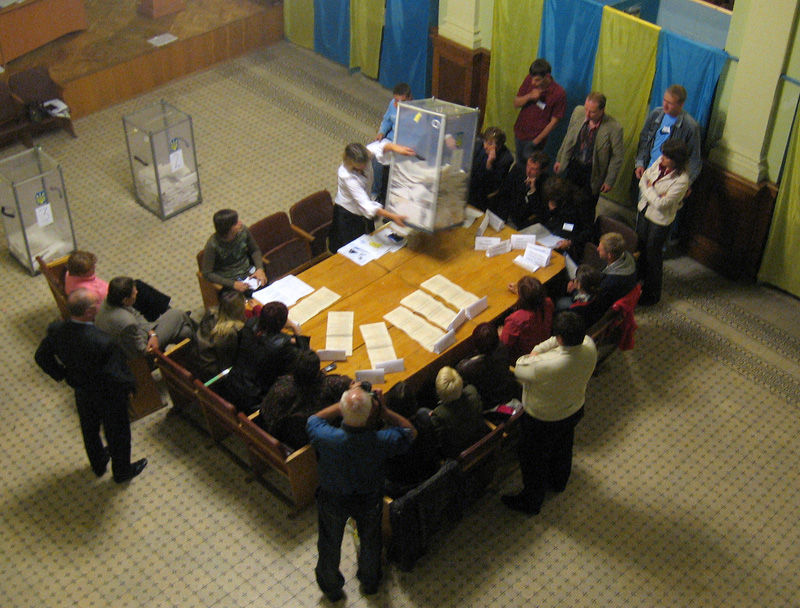
Conteo de votos.

### Sondeos a pie de urna
| Partido                                         | A pie de urna, Nacional Archivado el 11 de octubre de 2007 en Wayback Machine. | Sotsiovymir | A pie de urna, Ucraniano | Public Strategies |
| ----------------------------------------------- | ------------------------------------------------------------------------------ | ----------- | ------------------------ | ----------------- |
| Partido de las Regiones                         | 35.3                                                                           | 33.9        | 34.9                     | 34.5              |
| Bloque Electoral Yulia Tymoshenko               | 31.5                                                                           | 32.5        | 32.4                     | 30.4              |
| Nuestra Ucrania - Bloque de Autodefensa Popular | 13.5                                                                           | 14.7        | 14.1                     | 14.4              |
| Partido Comunista de Ucrania                    | 5.1                                                                            | 4.4         | 4.5                      | 5.2               |
| Bloque Lytvyn                                   | 3.8                                                                            | 4.0         | 3.8                      | 4.0               |
| Partido Socialista de Ucrania                   | 2.5                                                                            | 2.4         | 2.1                      | -                 |
| Partido Progresivo Socialista de Ucrania        | 1.5                                                                            | -           | -                        | -                 |
| Otros partidos y bloques                        | 3.9                                                                            | -           | -                        | -                 |
| Contra todos                                    | 2.9                                                                            | 2.8         | 3.0                      | -                 |

## Observadores internacionales
El 7 de septiembre de 2007, 349 observadores internacionales estaban oficialmente registrador para hacer el seguimiento de los comicios.
Los representantes del Consejo de Europa, la Organización para la Seguridad y la Cooperación en Europa (OSCE) y las organizaciones para las Elecciones Limpias habían registrado a sus representantes en el Comité Central Electoral. La OSCE había trabajado estrechamente con los funcionarios ucranianos en la designación, administración y direccińo de los comicios.
El Congreso Ucraniano Canadiense también presentó un gran número de observadores.

## Reacción de Rusia
El 3 de octubre de 2007, el proveedor estatal ruso Gazprom amenazó con el corte del aprovisionamiento del gas natural a Ucrania, diciendo que Ucrania le debía a Gazprom 1,3 mil millones de dólares. The Guardian especuló que la amenaza era una señal del disgusto de Rusia al posible nuevo gobierno encabezado por Yulia Tymoshenko. El vice primer ministro ucraniano y ministro de finanzas dijo con anterioridad que su país no tiene deudas por el aprovisionamiento de gas natural ruso. “Quiero declarar inequívocamente.... que Ucrania no tiene deudas con Gazprom”, dijo Mykola Azárov. El monopolio de gas natural ruso explicó después que los consumidores ucranianos debían la deuda en cuestión. La Disputa Ruso Ucraniana por el Gas originalmente explotó cuando Ucrania estuvo gobernada por los partidos asociados a la Revolución Naranja, y parecía olvidada durante el gobierno del primer ministro Víktor Yanukóvych.